# 翁达罗阿
翁达罗阿（西班牙語：Ondárroa）是西班牙巴斯克自治区比斯开省的一个市镇。总面积4平方公里，总人口9732人（2001年），人口密度2433人/平方公里。